# Всемирный день Хабитат
Всемирный день Хабитат (на других официальных языках ООН: англ. World Habitat Day, араб. اليوم العالمي للموئل, ‎исп. Día Mundial del Hábitat, кит. 世界人居日, фр. Journée mondiale de l'habitat
) посвящён условиям проживания в населённых пунктах (лат. habitabilis — годный для жительства; обитаемый, населённый). Отмечается в первый понедельник октября, начиная с 1986 года. Был учреждён на 40-й сессии Генеральной Ассамблеи ООН (Резолюция № A/RES/40/202 от 17 декабря 1985 года) в соответствии с рекомендацией «Комиссии по населённым пунктам».
Ежегодно в этот день ООН и «Программа по населённым пунктам ООН-Хабитат» проводят в одном из городов мира официальные мероприятия. В 2006 году в связи с 30-летием со дня проведения конференции Хабитат эти мероприятия проводились в двух городах — Неаполе и Казани.

## Премия Хабитат
В 1985 году была учреждена «Всемирная премия Хабитат». В результате ежегодного конкурса присуждаются две премии за новаторские и практичные проекты, направленные на удовлетворение потребностей в жилье: одна за проект для северного, другая за проект для южного полушария. Премии вручаются лауреатам на специальной церемонии во Всемирный день Хабитат.

## Ежегодные официальные мероприятия
| Год  | Тема                                                                          | Место проведения                         |
| ---- | ----------------------------------------------------------------------------- | ---------------------------------------- |
| 2011 | «Города и изменение климата»                                                  | Агуаскальентес                           |
| 2010 | «Чем лучше город — тем лучше жизнь»                                           | Шанхай                                   |
| 2009 | «Планирование будущего наших городов»                                         | Вашингтон (округ Колумбия)               |
| 2008 | «Гармоничные города»                                                          | Луанда                                   |
| 2007 | «Безопасный город — справедливый город»                                       | Гаага                                    |
| 2006 | «Города — магниты надежды»                                                    | Казань, Неаполь                          |
| 2005 | «Цели в области развития, сформулированные в Декларации тысячелетия, и город» | Джакарта                                 |
| 2004 | «Города — двигатели сельского развития»                                       | Найроби                                  |
| 2003 | «Водоснабжение и санитария в городах»                                         | Рио-де-Жанейро                           |
| 2002 | «Сотрудничество между городами»                                               | Брюссель                                 |
| 2001 | «Города без трущоб»                                                           | Фукуока                                  |
| 2000 | «Участие женщин в управлении городами»                                        | Ямайка                                   |
| 1999 | «Города для всех»                                                             | Далянь                                   |
| 1998 | «Более безопасные города»                                                     | Дубай                                    |
| 1997 | «Города будущего»                                                             | Бонн                                     |
| 1996 | «Урбанизация, гражданственность и человеческая солидарность»                  | Будапешт                                 |
| 1995 | «Район, в котором мы живем»                                                   | Куритиба                                 |
| 1994 | «Дом и семья»                                                                 | Дакар                                    |
| 1993 | «Женщины и жилищное развитие»                                                 | Организация Объединённых Наций, Нью-Йорк |
| 1992 | «Жилье и устойчивое развитие»                                                 | Организация Объединённых Наций, Нью-Йорк |
| 1991 | «Жилье и жилая среда»                                                         | Хиросима                                 |
| 1990 | «Жилье и урбанизация»                                                         | Лондон                                   |
| 1989 | «Жилье, здравоохранение и семья»                                              | Джакарта                                 |
| 1988 | «Жилье и община»                                                              | Лондон                                   |
| 1987 | «Жилье для бездомных»                                                         | Нью-Йорк                                 |
| 1986 | «Жилье — мое право»                                                           | Найроби                                  |